# William Havelock Ramsden
William Havelock Ramsden, britanski general, * 1888, † 1969.